# Onubactis
Onubactis is een geslacht van zeeanemonen uit de familie van de Actiniidae.

## Soort
- Onubactis rocioi López-González, den Hartog & García-Gómez, 1995